# Liste der Naturdenkmale in Müllenbach (bei Adenau)
Die Liste der Naturdenkmale in Müllenbach nennt die im Gemeindegebiet von Müllenbach ausgewiesenen Naturdenkmale (Stand 14. Februar 2024).

## Naturdenkmale
| Nr.         | Bezeichnung   | Lage                                                                | Beschreibung                                      | Bild                                    |
| ----------- | ------------- | ------------------------------------------------------------------- | ------------------------------------------------- | --------------------------------------- |
| ND-7131-376 | Scharfer Kopf | nordöstlich des Ortes; Distrikt Scharfer Kopf (am Nürburgring) Lage | flächenhaftes Naturdenkmal, ca. 2,4 ha; Bergkuppe | Direkt Bild zu diesem Denkmal hochladen |